# Бэклифф, Техас

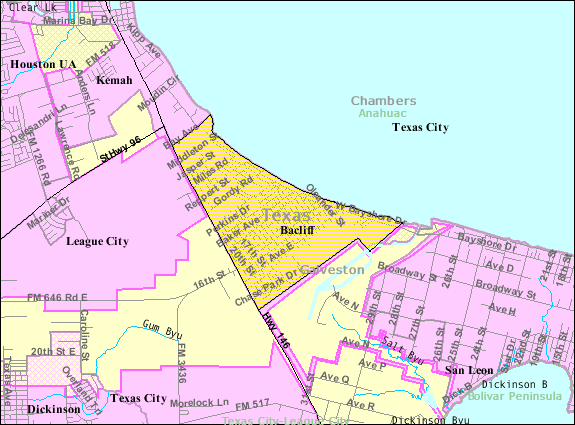
Карта Баклиффа

Баклифф имеет переписной класс U5, населённая территория.
По данным Бюро переписи населения США, общая площадь СОМ составляет 7,0 квадратного километра (2,7 кв. миль)  , из которых 6,6 квадратного километра (2,5 кв. миль)   — это земля и 0,4 квадратного километра (0,15 кв. миль)   или 5,85% составляет вода. Находится к востоку от Лиг-Сити,  3 мили (4,8 км) к югу от Кема,  16 миль (26 км) к северо-востоку от Галвестона, и 36 миль (58 км) к юго-востоку от центра Хьюстона . Большая часть территории расположена вдоль залива Галвестон, к востоку от шоссе штата Техас 146. 
Районы Баклифф, Сан-Леон и Бэйвью образуют район «Бейшор».